# Люстра (дерево)

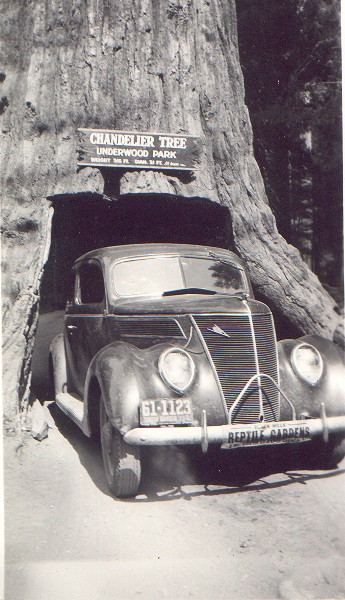
В 1941 г.

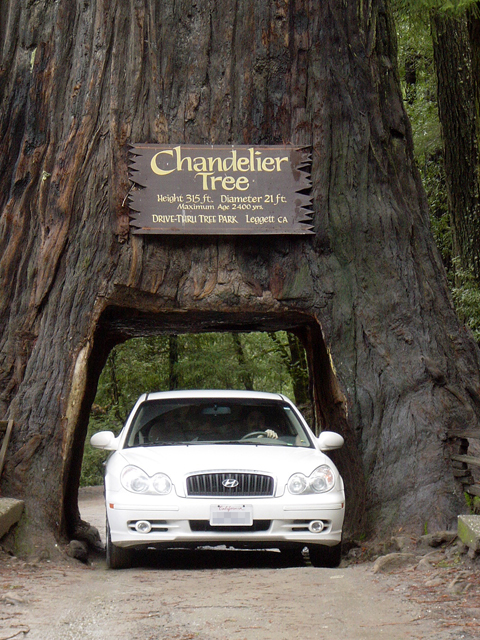
В 2005 г.

Дерево «Люстра» — секвойя, стоящая в Леггетте, Калифорния, США. В высоту дерево составляет 96 м. Сквозь дерево прорезано отверстие размером 2,06 м в высоту и 1,8 м в ширину для проезда автомобилей. Название «люстра» дерево получила из-за того, что его ветви, которые свисают с высоты в 30 м, внешне напоминают люстру. Отверстие, как полагают, было вырезано в начале 1930-х годов Чарли Андервудом.
Винтажная открытка с изображением дерева была показана в начальных титрах фильма «Каникулы».